# Yu Ziyang
Yu Ziyang (chinesisch 於紫陽 / 于子洋, Pinyin Yú Zǐyáng; * 23. Mai 1998 in Dongying) ist ein chinesischer Tischtennisspieler. Er gewann mehrere Medaillen mit der Mannschaft und sicherte sich bei der Universiade 2019 Gold im Einzel. Außerdem galt er lange Zeit als jüngster Sieger eines World-Tour-Turniers.

## Turnierergebnisse
| Verband | Veranstaltung             | Jahr | Ort        | Land | Einzel        | Doppel     | Mixed      | Team | U-21          |
| ------- | ------------------------- | ---- | ---------- | ---- | ------------- | ---------- | ---------- | ---- | ------------- |
| CHN     | World Tour                | 2019 | Budapest   | HUN  | letzte 32     |            |            |      |               |
| CHN     | World Tour                | 2019 | Doha       | QAT  | letzte 128    |            |            |      |               |
| CHN     | World Tour                | 2018 | Bremen     | GER  | Qual.         |            |            |      | Viertelfinale |
| CHN     | World Tour                | 2018 | Linz       | AUT  | letzte 64     |            |            |      |               |
| CHN     | World Tour                | 2018 | Geelong    | AUS  | Viertelfinale |            |            |      |               |
| CHN     | World Tour                | 2018 | Stockholm  | SWE  | letzte 32     |            |            |      |               |
| CHN     | World Tour                | 2018 | Kitakyūshū | JPN  | letzte 32     |            | letzte 16  |      |               |
| CHN     | World Tour                | 2018 | Budapest   | HUN  | Qual.         | Gold       |            |      |               |
| CHN     | World Tour                | 2017 | Magdeburg  | GER  | letzte 64     | Halbfinale |            |      |               |
| CHN     | World Tour                | 2014 | Yokohama   | JPN  | Gold          | letzte 32  |            |      |               |
| CHN     | World Tour                | 2014 | Magdeburg  | GER  | Qual.         | letzte 16  |            |      |               |
| CHN     | World Tour                | 2014 | Incheon    | KOR  | Viertelfinale | Gold       |            |      |               |
| CHN     | Universiade               | 2019 | Neapel     | ITA  | Gold          |            |            |      |               |
| CHN     | Jugend-Asienmeisterschaft | 2013 | Doha       | QAT  | Halbfinale    |            |            | Gold |               |
| CHN     | Jugend-Asienmeisterschaft | 2011 | Neu-Delhi  | IND  | Halbfinale    |            |            | Gold |               |
| CHN     | Jugend-Weltmeisterschaft  | 2014 | Shanghai   | CHN  | Gold          | letzte 16  | Halbfinale | Gold |               |
| CHN     | World Team Cup            | 2018 | London     | ENG  |               |            |            | Gold |               |